# Corpo Dourado
Corpo Dourado é uma telenovela brasileira produzida e exibida pela TV Globo de 12 de janeiro a 21 de agosto de 1998, em 191 capítulos. Substituiu Zazá e foi substituída por Meu Bem Querer, sendo a 56ª "novela das sete" exibida pela emissora.
Escrita por Antônio Calmon, com colaboração de Ângela Carneiro, Eliane Garcia, Flávia Lins e Silva, Lílian Garcia e Alberto Goldin, teve a direção de Edson Spinello, Fábio Junqueira, Flávio Galvão e João Camargo. Inicialmente a direção geral foi de Flávio Colatrello Jr. No entanto, Flávio foi demitido da novela e foi substituído por Marcos Schechtman.
Contou com a participação de Cristiana Oliveira, Humberto Martins, Marcos Winter, Fábio Júnior, Maria Luísa Mendonça, Carlos Vereza, Felipe Camargo e Fernanda Rodrigues.

## Enredo
Selena é uma moça durona e bruta, mas de bom coração, que nunca se intimidou em fazer trabalho pesado, o que lhe rende o estranhamento de algumas pessoas por seu jeito rude e porte pouco feminino. A única pessoa que ela não consegue dobrar é sua mãe, Camila, que guarda a sete chaves o segredo de quem é seu pai. Selena é disputada pelo atrapalhado fazendeiro Jorginho e pelo empresário Arturzinho, mas é apaixonada mesmo por Chico – delegado da cidade litorânea de Marimbá que nunca a viu com outros olhos e que é casado com a dissimulada Amanda, ex-mulher de Arturzinho. Ela abandonou seu primeiro marido ao descobrir que seu sogro, Zé Paulo, desviava todo dinheiro da empresa de sapatos que mantinha junto com seu pai, Tinoco. Não só o abandonou, como também desfez a sociedade, o que arruinou a família de Arturzinho moral e financeiramente. Tinoco e Zé Paulo são assassinados, caso envolto em um grande mistério na cidade.
Algum tempo depois, Arturzinho e Selena se aproximam, apesar de Chico também acabar percebendo que ama a moça e deixe sua mulher para disputá-la, causando um grande dilema para ele. Enquanto isso, Jorginho se apaixona por Alicinha, namorada de Arturzinho, e vive com ela um cômico romance de "cão e gato", uma vez que a moça se acha sofisticada demais para se interessar por um homem bruto, embora não consiga conter dentro de si o amor que sente por ele. Quem se prejudica com a rivalidade das famílias são Guto e Lígia, irmãos de Arturzinho e Amanda, respectivamente, que são contra o amor deles, muito embora os dois contem com a ajuda das mães para ficarem juntos, Isabel e Hilda. Neste tempo chega à cidade o misterioso fotógrafo Billy, que esconde grandes segredos e está em busca de respostas. Algum tempo depois, sua ex-mulher Diana também surge para ajudá-lo. Billy vive um romance com Judy, embora o ex-namorado dela, Tadeu, esteja disposto a tudo para reconquistá-la.
Orlando é um médico que causou a morte da mulher em um acidente de carro, que estava dirigindo alcoolizado. Para esconder as evidências da sua culpa, colocou o corpo sem vida dela ao volante, fato presenciado pela filha Clara, que tinha quatro anos. Isso causou um trauma psicológico na menina, a ponto dela perder a habilidade falar. Para que ela não revelasse a verdade, Orlando a envia para um internato, onde ela viveu até os dezessete anos, sem nunca se recuperar do trauma. Lucas, o outro filho de Orlando, sempre desconfiou que havia algo errado naquela história. Decide tirar Clara no internato e a levar para longe do alcance do pai, tentando ajudá-la a superar o trauma para que ela consiga reviver o que aconteceu naquele acidente, e assim descobrir a verdade.

## Elenco
| Intérprete            | Personagem                            |
| --------------------- | ------------------------------------- |
| Cristiana Oliveira    | Selena Ferreira Mendonça              |
| Humberto Martins      | Francisco de Oliveira Brandão (Chico) |
| Maria Luísa Mendonça  | Amanda Mendonça                       |
| Marcos Winter         | Artur Moreira de Barros (Arturzinho)  |
| Carlos Vereza         | Coronel Tinoco / Silveira             |
| Fábio Júnior          | Billy Cruz                            |
| Danielle Winits       | Alice Alvarez (Alicinha)              |
| Gerson Brenner        | Jorge Camargo (Jorginho)              |
| Giovanna Antonelli    | Judite Moreira de Barros (Judy)       |
| Felipe Camargo        | Tadeu dos Santos                      |
| Fernanda Rodrigues    | Lígia Mendonça                        |
| Lucinha Lins          | Hilda Mendonça                        |
| Rosamaria Murtinho    | Isabel Moreira de Barros              |
| Ana Rosa              | Camila Ferreira                       |
| Sebastião Vasconcelos | Sérvulo de Oliveira Brandão           |
| Flávio Galvão         | Dr. Orlando Faria                     |
| Bianca Byington       | Diana Cruz                            |
| Marcelo Faria         | Gustavo Moreira de Barros (Guto)      |
| José de Abreu         | Renato Barbosa Camargo                |
| Mara Carvalho         | Laís Moreira de Barros                |
| Hugo Carvana          | Jacinto Azevedo                       |
| Antônio Petrin        | Ezequiel dos Santos                   |
| Zezé Motta            | Liana Ribeiro                         |
| Lui Mendes            | Fernando Ribeiro (Nando)              |
| Isabel Fillardis      | Noêmia Ribeiro                        |
| Maria Gladys          | Mazinha                               |
| Felipe Folgosi        | Lucas Faria                           |
| Mônica Carvalho       | Clara Faria                           |
| Java Mayan            | José Carlos Cruz (Zeca)               |
| Thaís Fersoza         | Rita de Cássia Cruz (Ritinha)         |
| Daniel Ávila          | Krishna Filho Barros Camargo (Kris)   |
| André Ricardo         | Carlos Eduardo Barros Camargo (Duca)  |
| Lafayette Galvão      | Coronel Epaminondas Camargo           |
| Ludmila Dayer         | Bibi                                  |
| Gláucio Gomes         | Cabeção                               |
| Roberta Foster        | Lú                                    |
| Paco Vieira           | Lipi                                  |
| Pedro Guaraná         | Severino                              |
| Beto Nasci            | Maciel                                |
| Thaís Caldas          | Lana Magalhães                        |
| Joyce Caldas          | Ana Magalhães                         |

### Participações especiais
| Intérprete           | Personagem                              |
| -------------------- | --------------------------------------- |
| Lima Duarte          | José Paulo Moreira de Barros (Zé Paulo) |
| Adriana Garambone    | Soninha                                 |
| Anselmo Vasconcelos  | Naldo                                   |
| Andréa Leal          | Letícia                                 |
| Caco Ciocler         | Padre Estevão                           |
| Cláudia Lira         | Débora                                  |
| Amandha Lee          | Ellen                                   |
| Jacqueline Sperandio | Frida                                   |
| Marcos Oliveira      | Milton                                  |
| Paulo Reis           | Aderbal                                 |
| Roberto Frota        | Romão                                   |
| Vitor Hugo           | Joca                                    |
| Zilka Salaberry      | Irmã Celeste                            |
| Vivianne Novaes      | Dora                                    |
| Johnny Rudge         | Júlio                                   |
| Daniele Monte        | Arlete                                  |
| Sandro Rocha         | policial                                |
| Luiza Curvo          | Clara (criança)                         |
| Chitãozinho e Xororó | eles mesmos                             |
| Deborah Blando       | ela mesma                               |
| Netinho              | ele mesmo                               |

## Audiência
Corpo Dourado estreou com 38 pontos, um a mais que a antecessora, marcando 36 no segundo capítulo e ficando abaixo da meta no terceiro capítulo, com 33 pontos. Em 17 de janeiro, encerrando a primeira semana, registra 27 pontos, a baixa audiência de Zazá, que precedeu a trama de Antonio Calmon é um dos motivos para a baixa audiência na primeira semana, chegando a 26 pontos em 31 de janeiro.
A partir da nona semana, começa a engrenar a audiência batendo seu primeiro recorde em 11 de março, 39 pontos, sendo superado na segunda-feira da semana seguinte, 40 pontos, superando toda a audiência de Zazá.
Em 25 de março, marca 41 pontos. A partir de então, a trama se estabiliza com audiência acima da média, em torno de 37 pontos diários.
Na sua décima quarta semana, a novela bate recorde na segunda e na terça, com 42 e 43 pontos, respectivamente. Em julho, após o fim da Copa do Mundo de 1998, começa a marcar audiência de 40 pontos de média semanais.
Em 19 de agosto, noite do antepenúltimo capítulo, registra novo recorde com 44 pontos, superado pelo penúltimo capítulo, 46 pontos. O desfecho de Corpo Dourado marcou 46 pontos, índice superior ao desfecho das três últimas tramas do horário (respectivamente: Zazá, Salsa e Merengue e Vira Lata).
Teve média geral de 36,5 pontos, a melhor desde Cara e Coroa (também de Calmon), superando as suas três antecessoras.
Reprise
Em sua reestreia, marcou 22 pontos, no dia seguinte, teve 24 pontos. Sua audiência ficou entre 21 e 23 pontos, dentro da meta do horário, mas abaixo dos índices de Anjo Mau, sua antecessora.
Bate recorde novamente em 26 e 27 de janeiro, com 25 e 26 pontos, respectivamente. Mas em 6 de fevereiro, atinge seu primeiro recorde negativo, 18 pontos. Novo recorde negativo é registrado em 25 de março, 17 pontos (curiosamente, a novela atingiu essa audiência exatos 6 anos após ter batido seu recorde até então, com 41 pontos).
A novela se estabiliza em torno de 21 pontos durante sua exibição. No penúltimo capítulo, bate recorde com 27 pontos, o último capítulo teve 24 pontos.
Sua média geral em Vale a Pena ver de Novo foi de 21,2 pontos, 4,6 a menos que a reprise antecessora, mas cumprindo a meta de 20 pontos.

## Exibição
Foi reexibida pelo Vale a Pena Ver de Novo de 12 de janeiro a 4 de junho de 2004, substituindo Anjo Mau e sendo substituída por Terra Nostra, em 105 capítulos.
Foi reexibida na íntegra pelo Viva de 12 de junho de 2023 a 19 de janeiro de 2024, substituindo Coração de Estudante e sendo substituída por Andando nas Nuvens no horário das 13h, com reprise às 1h15 e maratona aos domingos a partir das 9h20.

### Exibição internacional
Corpo Dourado foi vendida para vários países, entre eles Bolívia, Equador, Estados Unidos e Rússia.

### Outras mídias
Em 11 de março de 2024, foi disponibilizada na íntegra pelo Globoplay, como parte do Projeto Resgate.

## Trilha sonora

### Nacional
"Somente o Sol", interpretada por Deborah Blando, é uma versão de "I'm Not In Love", originalmente da banda britânica 10cc.
Capa: Cristiana Oliveira como Selena
1. "Vivo Por Ella" - Andrea Bocelli & Sandy (tema de Tadeu e Judy)
2. "Pra Te Ter Aqui" - Netinho (tema da Praia dos Amores e das vinhetas de intervalo)
3. "Coração Vazio" - Michael Sullivan (tema de Arturzinho)
4. "Pura Emoção (Achy Breaky Heart)" - Chitãozinho e Xororó (tema de Selena)
5. "Somente o Sol" - Deborah Blando (tema de abertura)
6. "Realidade Virtual" - Cidade Negra (tema de Nando e Noêmia)
7. "Grama Verde" - Adriana Maciel (tema de Lígia)
8. "Choveu" - Blitz (tema de Renato)
9. "Dois" - Paulo Ricardo (tema de Billy)
10. "O Que Você Quer" - Rita Lee e Roberto de Carvalho (tema de Chico)
11. "Quase" - Daúde  (tema de Amanda)
12. "Hanime" - Ive (tema de Clara)
13. "Me Liga" - Patrícia Marx (tema de Judy)
14. "Se Todos Fossem Iguas a Você" - Claudia Telles part. Sylvinha Telles (tema de Hilda)

### Internacional
Capa: Humberto Martins como Chico
1. "I Will Come To You" - Hanson (tema de Lígia)
2. "My All" - Mariah Carey (tema de Chico)
3. "Torn" - Natalie Imbruglia (tema de Selena e Billy)
4. "Angels" - Robbie Williams (tema de Tadeu e Judy)
5. "You Sexy Thing" - T-Shirt (tema de Alicinha)
6. "Secrets" - Nicki French (tema de Laís)
7. "The Mummer's Dance" - Loreena McKennitt (tema de Clara)
8. "How Do I Live" - Debra Michaels
9. "Whenever I Call You Friend" - Michael Johnson featuring Alison Krauss
10. "Ain't That Just The Way" - Betsy Loop
11. "You're Still The One" (Radio edit with intro) - Shania Twain (tema de Selena e Chico)
12. "Take Me As I Am" - Faith Hill
13. "Say You'll Be Mine" - La Bouche
14. "Breaking All The Rules" - She Moves (tema de Arturzinho)
15. "Sunshyme" - Rising Sun
16. "Lonely" - Stars And Stripers

E ainda
- "Moonlight Serenade" - Glenn Miller Orchestra (tema de Zé Paulo e Isabel)

## Curiosidades
- Lucinha Lins e Fernanda Rodrigues são mãe e filha na trama. Isso já havia ocorrido em A Viagem, em 1994. Hilda, personagem de Lucinha Lins, seria interpretada por Nívea Maria, mas devido semelhança física, Lucinha Lins acabou ficando com o papel.[10]
- Gerson Brenner, que interpretava Jorginho, foi vítima de um assalto após gravar as últimas cenas da novela. Levou um tiro na cabeça que o deixou com sérias lesões cerebrais. Corpo Dourado foi seu último trabalho na televisão.[10]
- Foi a última novela, até o momento, do ator Fábio Júnior, que passou a se dedicar exclusivamente a carreira de cantor.[11]
- Por coincidência, a novela estreou num dia 12 em todas as suas exibições.
- Bianca Byington (Diana), Lucinha Lins (Hilda) e Thais Fersoza (Ritinha) emendaram Malhação 1997 com a novela. Thais foi a ginasta Ângela e Bianca e Lucinha foram as vilãs Dóris e Bárbara.
- Lucinha Lins gravou ao mesmo tempo a reta final de Malhação 97 com a novela.